# 村上雄紀
村上 雄紀（むらかみ ゆうき、1990年8月8日 - ）は、日本の俳優、タレントである。千葉県出身。元太田プロダクション所属。
フリースピリット音楽芸能学園マルチタレント科出身。『サムライ・ハイスクール』レギュラー出演ほか、テレビドラマ等で活動。2010年8月から俳優集団NAKED BOYZのメンバーになる。2011年12月、所属事務所の退所につき脱退、芸能界引退と発表された。
特技はアクション。趣味はドラム、ギター、音楽鑑賞など。

## おもな出演

### テレビドラマ
- 風林火山（2007年、NHK）
- キューティーハニー THE LIVE（2007年、テレビ東京）
- 篤姫（2008年、NHK）
- サムライ・ハイスクール（2009年10月 - 12月、日本テレビ） 宮島日向 役[5]

### 映画
- ブラブラバンバン（2008年）
- 僕の初恋をキミに捧ぐ（2009年）

### 舞台
- ハマリマン（2010年11月、新宿FACE）
- 霜月の星の下（2010年12月、六本木アトリエフォンティーヌ）
- 帰路（2011年8月、中野ザ・ポケット）